# Яйкън (вилает Чанаккале)
Яйкън (на турски: Yaykın) е село в околия Чан, вилает Чанаккале, Турция. Разположено на 260 – 340 метра надморска височина. Населението му през 2000 г. е 837 души, основно българи – мюсюлмани (помаци), преселили се през 1901 г. от Пловдивско.